# Cornelius Johnson (giocatore di football americano)
Cornelius Otis Johnson (Richmond, 12 luglio 1943 – 11 luglio 2017) è stato un giocatore di football americano statunitense che ha militato nel ruolo di offensive guard nella National Football League (NFL).

## Carriera
Johnson al college giocò a football alla Virginia Union University. Fu scelto nel corso dell'ottavo giro (204º assoluto) del Draft NFL 1967 dai Baltimore Colts. Dopo essere stato spedito a fare esperienza negli Harrisburg Capitols della Atlantic Coast Football League, una squadra satellite, giocò con i Colts fino al 1972 disputando due Super Bowl: il Super Bowl III perso a sorpresa con i New York Jets dell'American Football League e il Super Bowl V, vinto per 16-13 contro i Dallas Cowboys. Le ultime due stagioni della carriera le disputò nel 1974 e 1975 con i The Hawaiians della World Football League.

## Palmarès
- Campionati NFL : 1

Baltimore Colts: 1968
- Super Bowl : 1

Baltimore Colts: V
- American Football Conference Championship: 1

Baltimore Colts: 1970